# Homerun

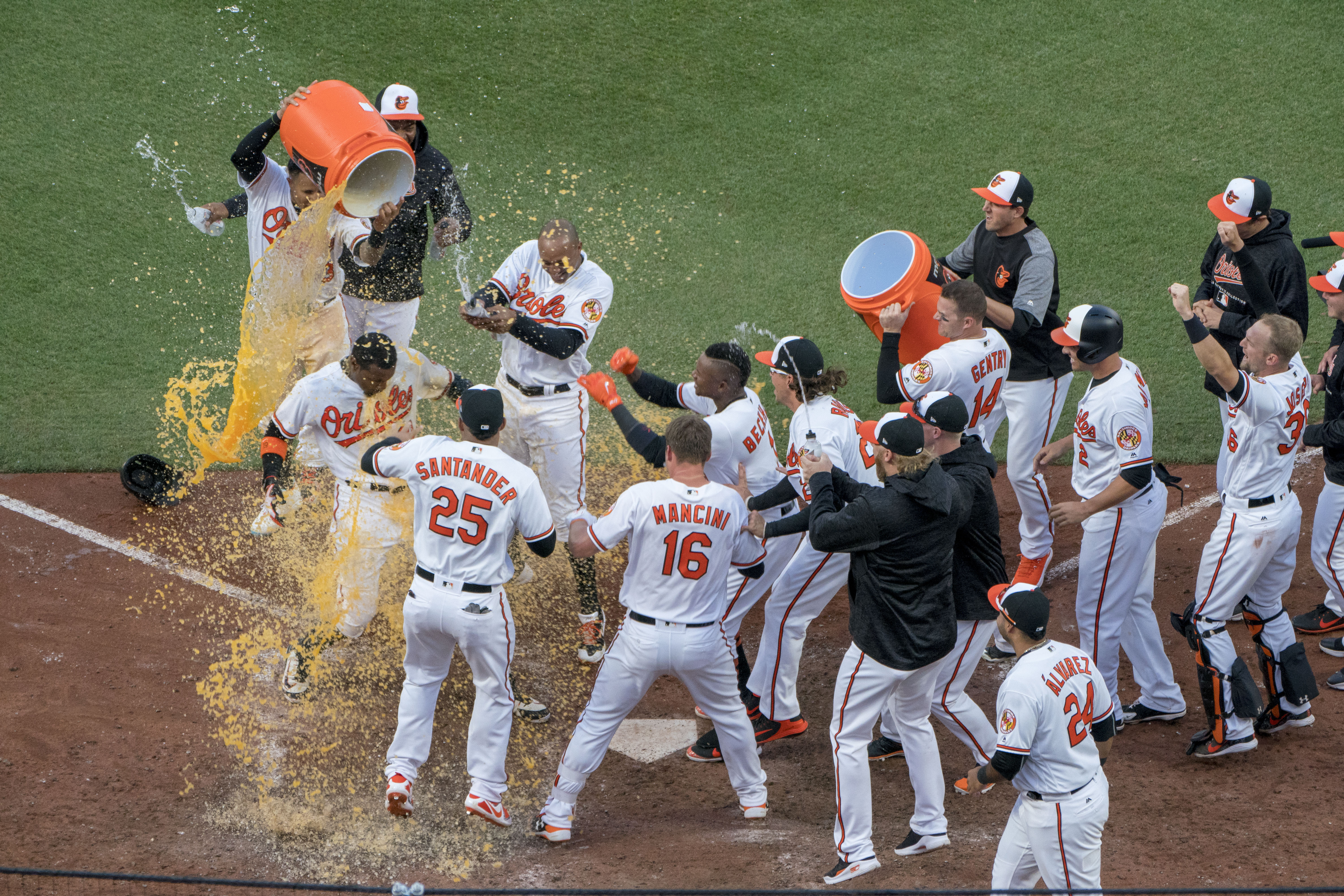
Spelare i Baltimore Orioles firar en matchavgörande homerun.

Homerun eller home run (förkortat HR) är en statistisk kategori i baseboll. Den är en av de tre viktigaste för en slagman tillsammans med slaggenomsnitt och run batted in (RBI) (inslagen poäng).
En homerun är en hit (närmare bestämt en extra-base hit) som leder till att slagmannen kan runda alla baserna och komma hela vägen tillbaka till hemplattan i en och samma spelsekvens utan att bli bränd.

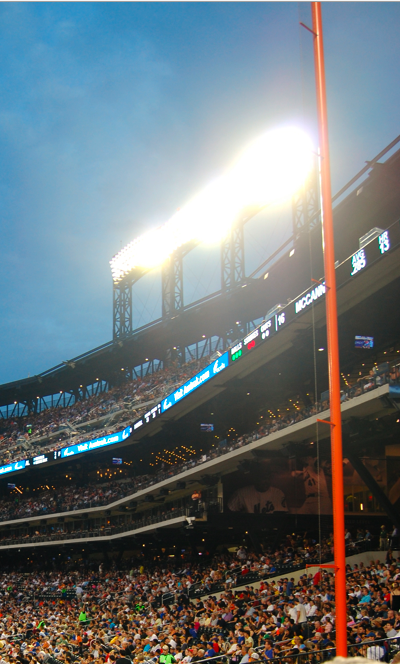
Om en boll träffar en foulstolpe (orange stolpe till höger) är den i spel (fair) och slaget räknas som en homerun.

Det finns två typer av homeruns. Den numera vanligaste varianten kan kallas "automatisk homerun" eller "out-of-the-park homerun" och inträffar när slagmannen slår bollen över outfieldstaketet mellan foulstolparna (eller så att bollen träffar en av foulstolparna) utan att bollen vidrör marken och utan att den fångas av en utespelare eller studsar tillbaka in på planen mot en utespelare. En utespelare får sträcka sig över outfieldstaketet för att fånga bollen så länge hans fötter är på eller över spelplanen. Om en boll studsar i marken och sedan över outfieldstaketet är det ingen homerun utan en double, ofta kallad "ground rule double". Om en boll däremot studsar över outfieldstaketet på en utespelare eller dennes handske, räknas det som en homerun eftersom utespelaren inte är en del av spelplanen. En "automatisk homerun" innebär att bollen är död och att slagmannen samt eventuella löpare ute på bas inte kan bli brända av utelaget medan de springer runt baserna. Slagmannen och löparna måste dock vidröra baserna som de passerar och får inte springa förbi den som är framför dem; i sådana fall kan de förklaras brända.
Den andra sortens homerun är en så kallad "inside-the-park homerun" där bollen inte lämnar spelplanen men slagmannen ändå hinner springa runt alla baserna utan att bli bränd. I motsats till vid en "automatisk homerun" kan slagmannen och eventuella löpare ute på bas bli brända av utelaget när som helst medan de springer. Denna variant är i dagens baseboll mycket sällsynt eftersom spelplanerna numera är mycket mindre än förr. En "inside-the-park homerun" inträffar numera oftast när en snabblöpande slagman antingen slår en boll långt ut i outfield där bollen studsar på ett oväntat sätt bort från närmaste outfielder eller slår en boll som en outfielder försöker nå men misslyckas så att den flyger eller studsar förbi honom så att han eller någon annan outfielder måste springa efter den. Om slagmannen kan springa runt alla baserna tack vare att utespelarna gör en eller flera errors räknas inte slaget som en homerun, men alla poäng som görs av slagmannen och eventuella löpare ute på bas räknas ändå.
En slagman som slår en homerun gör alltid själv poäng och får även minst en och högst fyra RBI:s beroende på om det fanns löpare ute på bas och i så fall hur många. Om det inte fanns någon löpare ute på bas brukar det kallas en "solo homerun" då bara slagmannen själv gör poäng. Om det fanns en löpare ute på bas brukar det kallas en "two-run homerun" och om det fanns två löpare ute på bas brukar det kallas en "three-run homerun". En homerun som slås när det finns löpare på alla baserna kallas inte en "four-run homerun" utan en "grand slam homerun" eller bara en "grand slam". En sådan är det bästa tänkbara utfallet för en slagman och det sämsta tänkbara för en pitcher.
Vissa typer av homeruns har fått egna namn beroende på i vilken matchsituation de slås. En "walk-off homerun" är en homerun som slås av hemmalaget i botten av nionde inningen, i botten av en inning i förlängningen eller i botten av någon annan inning som är matchens sista, och som innebär att hemmalaget tar ledningen och därmed vinner matchen. Motståndarna måste då gå av (walk off) planen. Uttrycket sägs ha myntats av National Baseball Hall of Fame-medlemmen Dennis Eckersley. Vid en "walk-off homerun" får alla löpare ute på bas och även slagmannen själv göra poäng, även om inte alla poängen behövs för att vinna matchen. Detta är ett undantag från huvudregeln att hemmalaget i en sådan situation bara får göra så många poäng att laget får ett mer än motståndarna.
En "leadoff homerun" är en homerun som slås av den första spelaren i lagets slagordning, alltså lagets första slagman i matchen.
Om en slagman slår en homerun direkt efter att en lagkamrat också gjort det brukar man säga att det handlar om "back-to-back homeruns". Om även en tredje slagman i rad lyckas slå en homerun kallas det "back-to-back-to-back homeruns". Fyra homeruns i rad är oerhört sällsynt, men har kallats "back-to-back-to-back-to-back homeruns".
Homeruns är omtyckta bland supportrarna och de spelare som slår många homeruns tillhör oftast de mest populära och välbetalda spelarna.
Homeruns protokollförs även för pitchers, men för dem är det bäst att tillåta så få som möjligt.

## Major League Baseball

### Utveckling

Diagram som visar antalet homeruns (blå linje) och stulna baser (rosa linje) per match i Major League Baseball (MLB) säsongerna 1900–2008.

Under Major League Baseballs (MLB) första år, i slutet av 1800-talet och början av 1900-talet, när spelplanerna generellt var mycket större än i dag, var det ovanligt med homeruns och de som förekom var för det mesta inside-the-park homeruns. Spelare avråddes från att försöka slå homeruns eftersom de sannolikt bara skulle slå en lång lyrboll och bli brända. Detta ändrades helt under perioden som började efter första världskriget och som brukar kallas the live-ball era. Dels utvecklades materialet där nya massproducerade, korkfyllda bollar underlättade långa slag och dels kom nya slagmän såsom Babe Ruth och Rogers Hornsby fram vilka drog nytta av regeländringar på 1920-talet, särskilt förbudet mot så kallade "spitballs", alltså kast med bollar som man kletat saliv, vaselin eller någon annan substans på för att få dem att röra sig på ett oväntat sätt i luften, och föreskriften att slitna eller smutsiga bollar måste bytas ut mot nya. Detta gjorde att bollarna blev lättare att se och träffa. Det blev också lättare att slå bollen över outfieldstaketet, eftersom det nu började komma närmare hemplattan när läktare började byggas bortom staketet i takt med att sportens popularitet växte. Klubbar med slagmän som slog många homeruns, som dåtidens New York Yankees, började vinna titlar och de andra klubbarna fick följa efter.

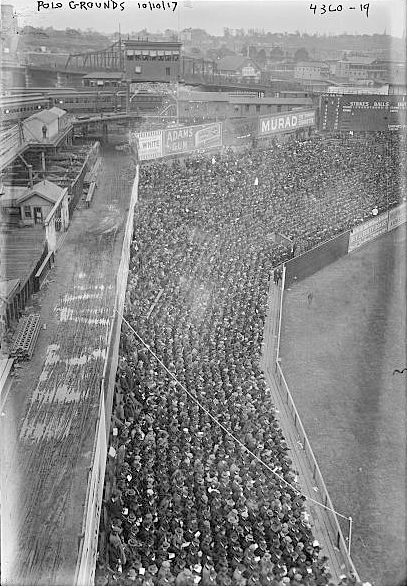
Polo Grounds leftfields foullinje förlängd med ett rep för att hjälpa domarna. Foto från World Series 1917.

Även andra regeländringar har påverkat antalet homeruns i MLB. Före 1920 räknades en walk-off homerun bara som en homerun om slagmannen själv behövde göra poäng för att vinna matchen; i andra fall räknades slaget som en single, double eller triple beroende på hur långt slagmannen hunnit när den vinnande poängen gjordes av en löpare ute på bas framför honom. Före 1931 ansågs en boll som studsade i marken och sedan över outfieldstaketet vara en homerun, men från och med det året räknades dessa slag bara som doubles. Samtidigt ändrades en annan regel av betydelse för homeruns – en boll som slogs över outfieldstaketet måste enligt de gamla reglerna landa innanför en tänkt förlängning av spelplanens foullinjer för att räknas som en homerun, annars var det bara ett foulslag. Enligt de nya reglerna räckte det att bollen passerade innanför foulstolparna (eller träffade en foulstolpe) för att räknas som en homerun, oberoende av var bollen sedan landade.
Under åren runt millennieskiftet 1999/2000 nåddes nya höjder i antalet homeruns. 1998 jagade både Mark McGwire och Sammy Sosa det dåvarande rekordet på 61 homeruns under en säsong, satt av Roger Maris 1961. Jakten, som fick internationell uppmärksamhet, slutade med att båda slog rekordet – McGwire nådde hela 70 homeruns och Sosa 66. Säsongen efter hade McGwire 65 homeruns och Sosa 63, men två år efter det slog Barry Bonds McGwires rekord när han slog 73 homeruns, medan Sosa hade 64 den säsongen. Alla tre har omgetts av dopningsrykten, men bara McGwire har erkänt att han dopat sig.

### Tio i topp

#### Slagmän
| Nr | Slagman          | Säsonger             | Homeruns |
| -- | ---------------- | -------------------- | -------- |
| 1  | Barry Bonds      | 1986–2007            | 762      |
| 2  | Hank Aaron†      | 1954–1976            | 755      |
| 3  | Babe Ruth†       | 1914–1935            | 714      |
| 4  | Alex Rodriguez   | 1994–2013, 2015–2016 | 696      |
| 5  | Albert Pujols*   | 2001–                | 662      |
| 6  | Willie Mays†     | 1951–1952, 1954–1973 | 660      |
| 7  | Ken Griffey Jr.† | 1989–2010            | 630      |
| 8  | Jim Thome†       | 1991–2012            | 612      |
| 9  | Sammy Sosa       | 1989–2005, 2007      | 609      |
| 10 | Frank Robinson†  | 1956–1976            | 586      |

| Nr | Slagman            | Säsong | Homeruns |
| -- | ------------------ | ------ | -------- |
| 1  | Barry Bonds        | 2001   | 73       |
| 2  | Mark McGwire       | 1998   | 70       |
| 3  | Sammy Sosa         | 1998   | 66       |
| 4  | Mark McGwire       | 1999   | 65       |
| 5  | Sammy Sosa         | 2001   | 64       |
| 6  | Sammy Sosa         | 1999   | 63       |
| 7  | Roger Maris        | 1961   | 61       |
| 8  | Babe Ruth†         | 1927   | 60       |
| 9  | Babe Ruth†         | 1921   | 59       |
| 9  | Giancarlo Stanton* | 2017   | 59       |

* Aktiva spelare i MLB i fet stil

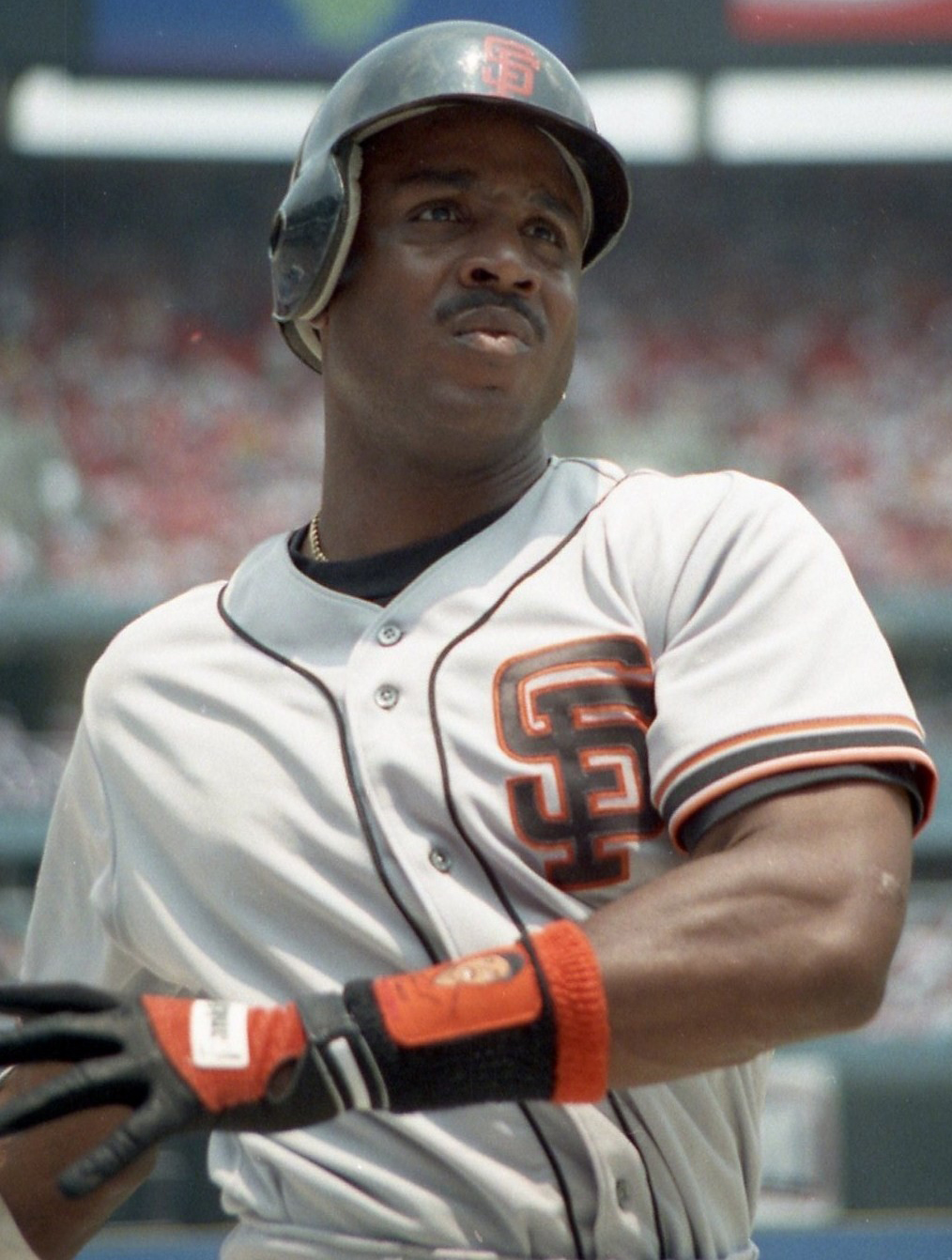
Barry Bonds har flest homeruns under karriären.

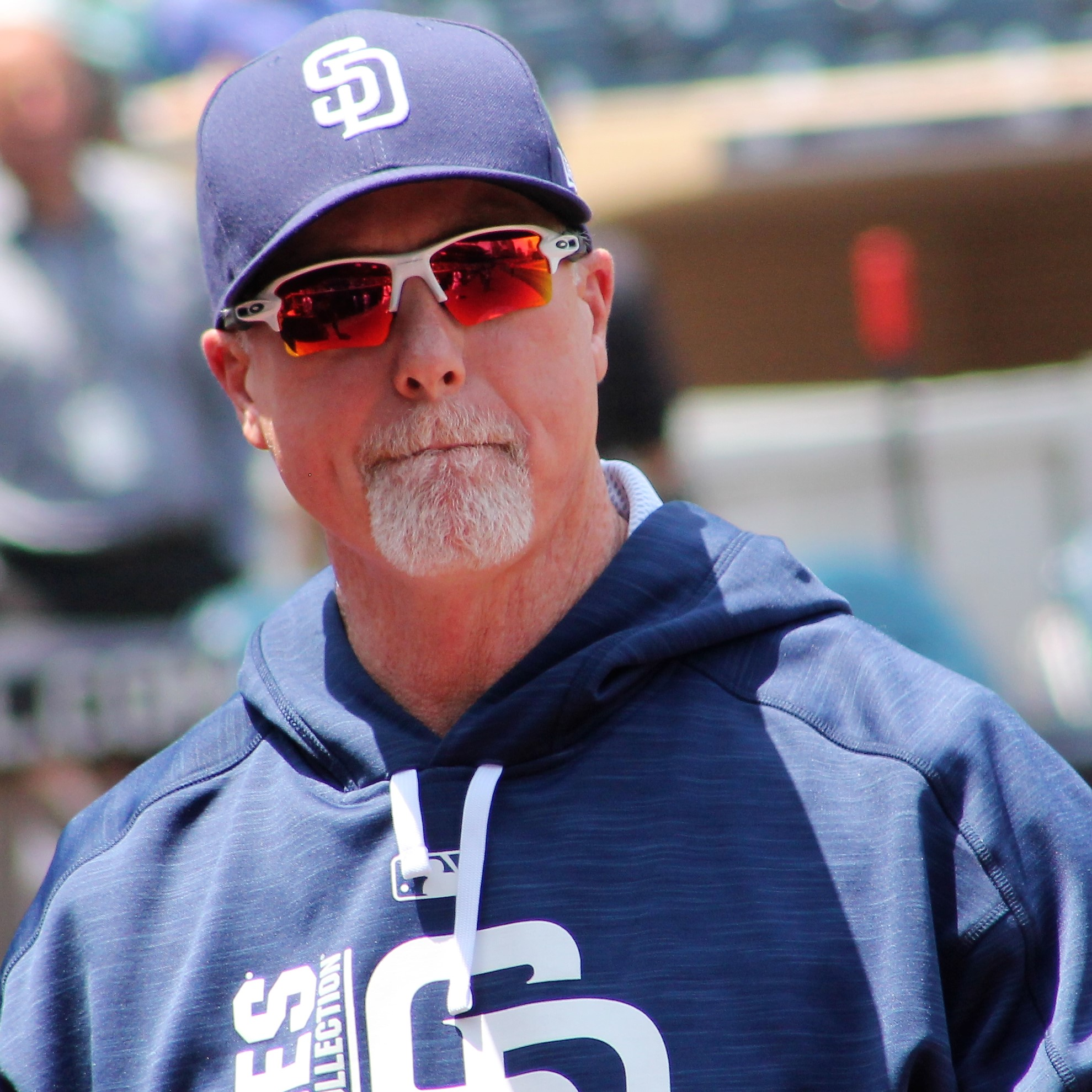
Mark McGwire har lägst antal at bats per homerun under karriären.

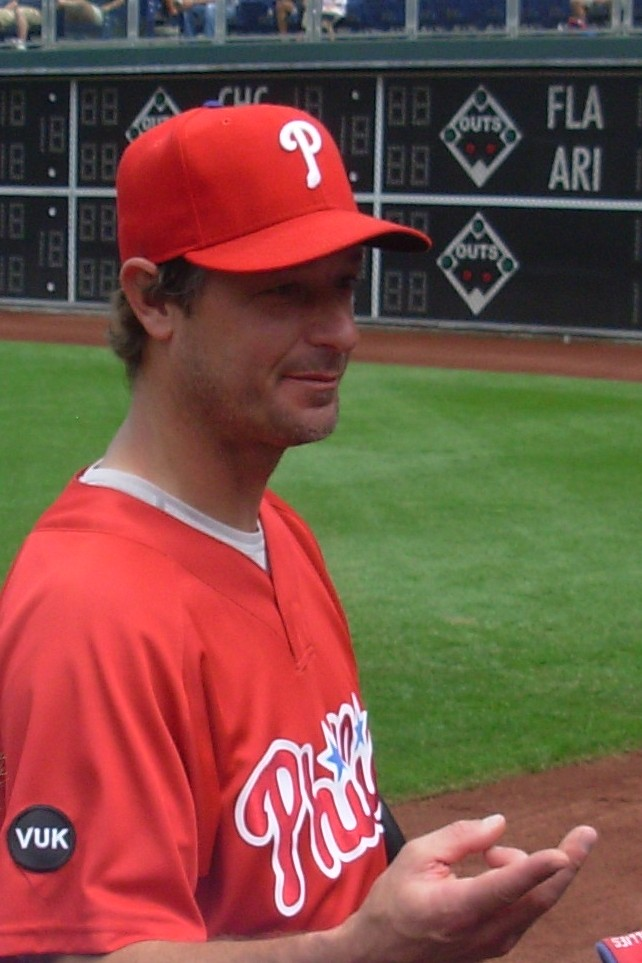
Jamie Moyer har tillåtit flest homeruns under karriären.

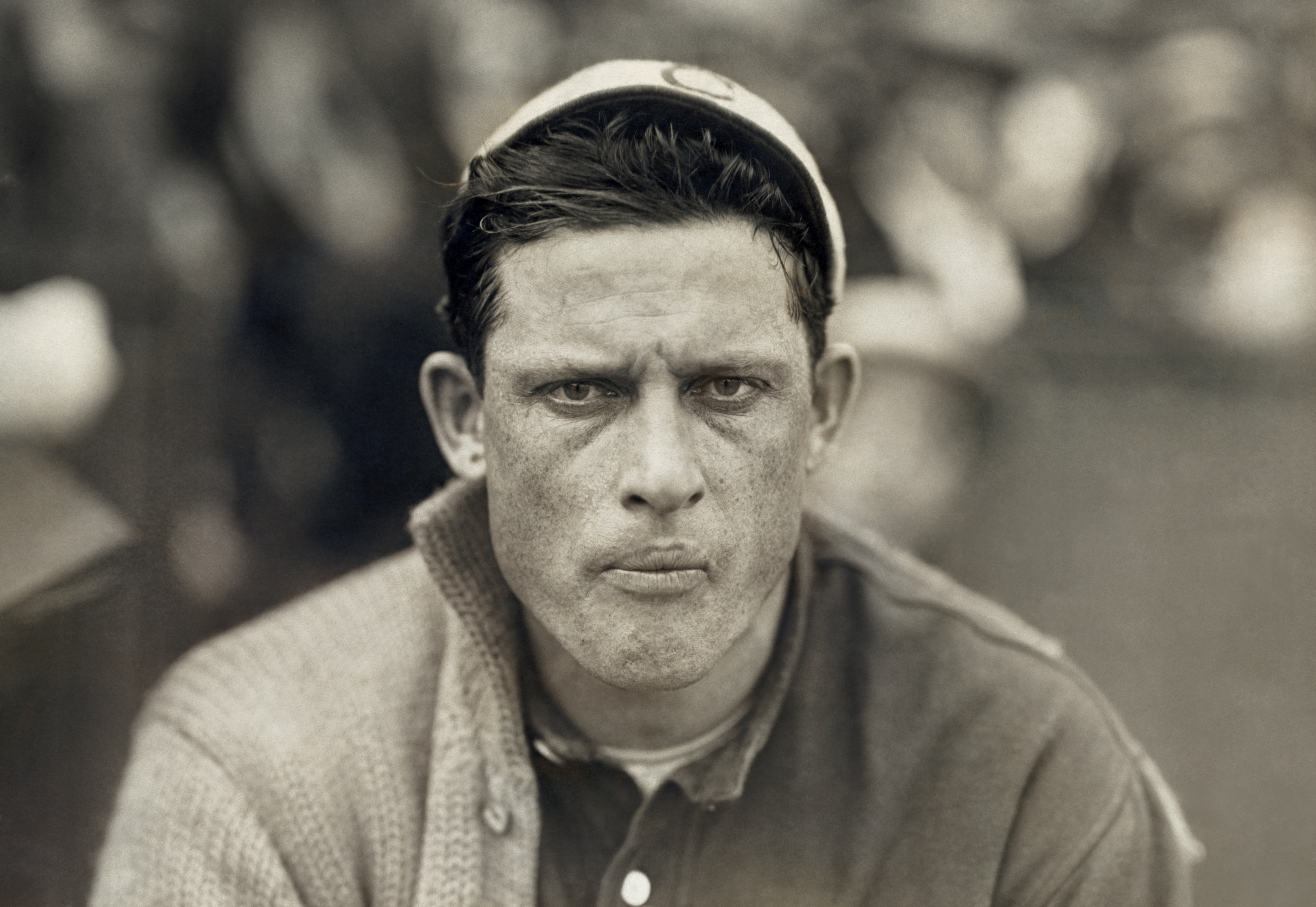
Ed Walsh har lägst antal homeruns per 9 innings pitched under karriären.

† Spelare invalda i National Baseball Hall of Fame
| Nr | Slagman              | Säsonger             | AB/HR |
| -- | -------------------- | -------------------- | ----- |
| 1  | Mark McGwire         | 1986–2001            | 10,61 |
| 2  | Babe Ruth†           | 1914–1935            | 11,76 |
| 3  | Barry Bonds          | 1986–2007            | 12,92 |
| 4  | Jim Thome†           | 1991–2012            | 13,76 |
| 5  | Ralph Kiner†         | 1946–1955            | 14,11 |
| 6  | Harmon Killebrew†    | 1954–1975            | 14,22 |
| 7  | Sammy Sosa           | 1989–2005, 2007      | 14,47 |
| 8  | Ted Williams†        | 1939–1942, 1946–1960 | 14,79 |
| 9  | Manny Ramírez        | 1993–2011            | 14,85 |
| 10 | Adam Dunn            | 2001–2014            | 14,90 |
| Nr | Bästa aktiva slagman | Säsonger             | AB/HR |
| 12 | Mike Trout*          | 2011–                | 15,03 |

| Nr | Slagman              | Säsong | AB/HR |
| -- | -------------------- | ------ | ----- |
| 1  | Barry Bonds          | 2001   | 6,52  |
| 2  | Mark McGwire         | 1998   | 7,27  |
| 3  | Mark McGwire         | 1999   | 8,02  |
| 4  | Mark McGwire         | 1996   | 8,13  |
| 5  | Barry Bonds          | 2004   | 8,29  |
| 6  | Babe Ruth†           | 1920   | 8,48  |
| 7  | Barry Bonds          | 2003   | 8,67  |
| 8  | Barry Bonds          | 2002   | 8,76  |
| 9  | Babe Ruth†           | 1927   | 9,00  |
| 10 | Sammy Sosa           | 2001   | 9,02  |
| Nr | Bästa aktiva slagman | Säsong | AB/HR |
| 17 | Luke Voit*           | 2020   | 9,68  |

* Aktiva spelare i MLB i fet stil
† Spelare invalda i National Baseball Hall of Fame

#### Pitchers
| Nr | Pitcher                | Säsonger                   | Homeruns |
| -- | ---------------------- | -------------------------- | -------- |
| 1  | Jamie Moyer            | 1986–1991, 1993–2010, 2012 | 522      |
| 2  | Robin Roberts†         | 1948–1966                  | 505      |
| 3  | Fergie Jenkins†        | 1965–1983                  | 484      |
| 4  | Phil Niekro†           | 1964–1987                  | 482      |
| 5  | Don Sutton†            | 1966–1988                  | 472      |
| 6  | Frank Tanana           | 1973–1993                  | 448      |
| 7  | Bartolo Colón          | 1997–2009, 2011–2018       | 439      |
| 8  | Warren Spahn†          | 1942, 1946–1965            | 434      |
| 9  | Bert Blyleven†         | 1970–1990, 1992            | 430      |
| 10 | Tim Wakefield          | 1992–1993, 1995–2011       | 418      |
| Nr | "Bästa" aktiva pitcher | Säsonger                   | Homeruns |
| 42 | Ervin Santana*         | 2005–2019                  | 322      |

| Nr | Pitcher        | Säsong | Homeruns |
| -- | -------------- | ------ | -------- |
| 1  | Bert Blyleven† | 1986   | 50       |
| 2  | José Lima      | 2000   | 48       |
| 3  | Bronson Arroyo | 2011   | 46       |
| 3  | Bert Blyleven† | 1987   | 46       |
| 3  | Robin Roberts† | 1956   | 46       |
| 6  | Jamie Moyer    | 2004   | 44       |
| 7  | Eric Milton    | 2004   | 43       |
| 7  | Pedro Ramos    | 1957   | 43       |
| 9  | Denny McLain   | 1966   | 42       |
| 10 | Dylan Bundy*   | 2018   | 41       |
| 10 | Rick Helling   | 1999   | 41       |
| 10 | Mike Leake*    | 2019   | 41       |
| 10 | Phil Niekro†   | 1979   | 41       |
| 10 | Robin Roberts† | 1955   | 41       |

* Aktiva spelare i MLB i fet stil
† Spelare invalda i National Baseball Hall of Fame
| Nr | Pitcher               | Säsonger                         | HR/9 IP |
| -- | --------------------- | -------------------------------- | ------- |
| 1  | Ed Walsh†             | 1904–1917                        | 0,07    |
| 2  | Addie Joss†           | 1902–1910                        | 0,07    |
| 3  | Eddie Plank†          | 1901–1917                        | 0,08    |
| 4  | Eddie Cicotte         | 1905, 1908–1920                  | 0,09    |
| 5  | Cy Falkenberg         | 1903, 1905–1911, 1913–1915, 1917 | 0,09    |
| 6  | Bill Donovan          | 1898–1912, 1915–1916, 1918       | 0,09    |
| 7  | Harry Howell          | 1898–1910                        | 0,09    |
| 8  | John Montgomery Ward† | 1878–1884                        | 0,09    |
| 9  | Doc White             | 1901–1913                        | 0,10    |
| 10 | Sam Leever            | 1898–1910                        | 0,10    |
| Nr | Bästa aktiva pitcher  | Säsonger                         | HR/9 IP |
| ?  | Clayton Kershaw*      | 2008–                            | 0,70    |

| Nr | Pitcher                                  | Säsong | HR/9 IP |
| -- | ---------------------------------------- | ------ | ------- |
| 1  | 87 olika tillfällen av 75 olika pitchers | –      | 0,00    |
| Nr | Bästa aktiva pitcher                     | Säsong | HR/9 IP |
| ?  | Garrett Richards*                        | 2014   | 0,27    |

* Aktiva spelare i MLB i fet stil
† Spelare invalda i National Baseball Hall of Fame

### Övriga rekord
Vid 69 tillfällen har en spelare lyckats slå två homeruns i samma inning. Rekordet för flest homeruns under en match är fyra, vilket hänt 20 gånger. För en vecka är rekordet tio, satt av Frank Howard i maj 1968, och för en månad är det 20, satt av Sammy Sosa i juni 1998. Rekordet för flest matcher i rad med minst en homerun är åtta, satt av Dale Long i maj 1956 och tangerat av Don Mattingly i juli 1987 och Ken Griffey Jr. i juli 1993. Babe Ruth är den spelare som flest gånger slagit mer än en homerun i samma match, något han gjorde 72 gånger. Den pitcher som slagit flest homeruns under karriären är Wes Ferrell med 37 och han har även rekordet för flest homeruns under en säsong av en pitcher med nio, satt 1931. Rookie-rekordet för flest homeruns under en säsong är 53, satt av Pete Alonso 2019. När det gäller inside-the-park homeruns är rekordet under en säsong tolv, satt av Sam Crawford 1901, och under karriären 55, satt av Jesse Burkett. För grand slam homeruns är rekordet under en säsong sex, satt av Don Mattingly 1987 och tangerat av Travis Hafner 2006, och under karriären 25, satt av Alex Rodriguez.
Rekordet för flest säsonger med minst tio homeruns är 23, satt av Hank Aaron. Motsvarande rekord för minst 20 homeruns är 20 säsonger, satt av Hank Aaron, för minst 30 homeruns är det 15 säsonger, satt av Hank Aaron och tangerat av Alex Rodriguez, för minst 40 homeruns är det elva säsonger, satt av Babe Ruth, för minst 50 homeruns är det fyra säsonger, satt av Babe Ruth och tangerat av Mark McGwire och Sammy Sosa, och för minst 60 homeruns är det tre säsonger, satt av Sammy Sosa.
Den pitcher som tillåtit flest homeruns i en och samma match är Charlie Sweeney, som den 12 juni 1886 tillät sju homeruns. I en och samma inning är motsvarande rekord fem, satt av Michael Blazek den 27 juli 2017 och tangerat av Chase Anderson den 17 september 2020 och Nathan Eovaldi den 17 maj 2022.
Den slagman som flest säsonger haft flest homeruns i sin liga är Babe Ruth, som ledde American League tolv olika säsonger. Han har även motsvarande rekord för lägst antal at bats per homerun, i vilken kategori han ledde American League 13 olika säsonger. För pitchers har Fergie Jenkins den tvivelaktiga äran att ha lett sin liga flest gånger i tillåtna homeruns med sju olika säsonger. I den mer positiva kategorin lägst antal homeruns per 9 innings pitched innehas rekordet av Greg Maddux, som ledde National League fyra olika säsonger.
När det gäller MLB:s slutspel är den slagman som har flest homeruns under karriären Manny Ramírez med 29. Ser man enbart till World Series och Negro World Series är rekordet för flest homeruns under karriären 18, satt av Mickey Mantle.